# 알리안츠 스타디움 (토리노)
알리안츠 스타디움(Allianz Stadium)은 이탈리아 토리노에 위치한 축구 경기장이다. 개장 당시 이름은 유벤투스 스타디움(Juventus Stadium)이라 불렸고, 이탈리아의 축구 클럽 유벤투스 FC의 홈 구장으로 사용되고 있다. 2017년 7월부터 독일의 보험 회사인 알리안츠과 경기장 명명권 스폰서 계약이 성사됐고, 2020년에 재계약이 이뤄지며 2030년까지 현재 명으로 불리게 됐다.
이 구장은 유벤투스와 토리노의 옛 홈 구장이었던 스타디오 델레 알피가 있던 자리에 지어졌고 세리에 A에서 3개의 클럽 소유 구장 중 하나이다. 2011-12 시즌의 시작과 함께 문을 열었으며 41,000석의 관중석을 가지고 있다. 관중석은 경기장으로부터 불과 7.5m의 거리에 있고 이는 스타디오 델레 알피와 비교했을 때 주요 개선 부분이다. 그렌드 스텐드의 마지막 열과 경기장과의 거리는 49m다.
첫 번째 경기는 세계에서 가장 오래된 프로 축구팀 노츠 카운티와의 2011년 9월 8일에 열린 친선 경기이며 경기 결과는 1-1이다. 베테랑 공격수 루카 토니가 파비오 콸리아렐라의 페널티킥을 실축한 이후에 득점했다. 첫 번째 공식 경기는 2011년 8월 11일에 열린 유벤투스와 파르마의 경기다. 유벤투스의 슈테판 리히트슈타이너가 17분에 새 경기장에서의 첫 번째 골을 득점했다.
2012년 3월 20일에는 유럽 축구 연맹(UEFA)는 2013-14년 UEFA 유로파리그 결승전을 유벤투스 스타디움에서 열기로 결정했으며 그 경기에서는 스페인의 세비야가 포르투갈의 벤피카를 승부차기까지 가는 접전 끝에 누르고 통산 3번째로 UEFA 유로파리그 우승을 차지하였다.